# Herb powiatu leszczyńskiego
Herb powiatu leszczyńskiego – symbol powiatu leszczyńskiego, ustanowiony 23 listopada 1999.

## Wygląd i symbolika
Herb przedstawia na tarczy w polu dwudzielnym w słup zielono-czerwonym czarną głowę byka ze złotym skręconym kółkiem w nozdrzach. Jest to nawiązanie do herbu Leszczyńskich oraz rolniczego charakteru powiatu.